# 拉丁美洲白人
拉丁美洲白人又稱拉美白人、欧洲裔拉丁美洲人，是指具有欧洲人血统的拉丁美洲人。
定居在拉丁美洲的歐洲移民大多是西班牙人和葡萄牙人，此外人口較多的歐洲人還有法兰西人、意大利人和德意志人。
截至2010年，拉丁美洲白人占拉丁美洲总人口的33%，拉美白人是拉丁美洲继混血兒之后的第二大人種或族群。 